# Juan Santamaría
Juan Santamaría (Alajuela, República Federal de Centro América (actual Costa Rica), 29 de agosto de 1831-Rivas, Nicaragua, 11 de abril de 1856) es uno de los dos héroes nacionales reconocidos oficialmente por Costa Rica, junto al expresidente Juan Rafael Mora Porras, y uno de los 14 héroes nacionales de la campaña nacional de 1856 -1857. Se le atribuye la quema del llamado Mesón de Guerra, en Rivas, durante la batalla del mismo nombre, el 11 de abril de 1856, en el marco de la Campaña Nacional de 1856-1857 y la Guerra Nacional de Nicaragua. En dicho mesón, se encontraban los filibusteros comandados por el estadounidense William Walker. En ese acto heroico, que contribuyó a que los costarricenses lograsen ganar la batalla, perdió la vida. No fue sino hasta 35 años más tarde, en 1891, cuando se le empezó a idealizar como héroe nacional en medio de una época determinante para la consolidación de la identidad costarricense.
El 15 de septiembre de aquel 1891 se inauguró la estatua de bronce elaborada por el escultor francés Aristide Croisy en el Parque Juan Santamaría de Alajuela. Después se ha bautizado con su nombre al principal aeropuerto del país, al Museo Histórico Cultural de la citada ciudad, y se le han consagrado obras literarias, musicales y de artes plásticas, además de múltiples estudios de carácter histórico, en parte motivados porque, a lo largo de los años, algunas personas se han cuestionado su existencia.
El 11 de abril de 2011 marca la fecha en la cual Juan Santamaría es oficialmente declarado por las autoridades costarricenses como héroe nacional, a pesar de que la fiesta cívica en honor al soldado alajuelense se venía celebrando en el país ritualmente desde 1915. Para muchos costarricenses, Juan Santamaría representa el vivo espíritu nacional en la forma de un joven de cuna humilde que está dispuesto a dar la vida por la libertad de su pueblo y de su país.

## Datos biográficos
El futuro héroe fue hijo extramatrimonial de Manuela Santamaría Rodríguez, también conocida como Manuela Gallego (mote con que se conocía a la familia Rodríguez en Alajuela, como consta en la partida de nacimiento de Narcisa, madre de Manuela, y en las de sus tías María de la Trinidad y Teresa Josefa) o Manuela Carvajal (debido a que su padre era Mateo Santamaría Carvajal, quien en aquel tiempo utilizaba indistintamente sus apellidos paterno o materno). Resulta claro que el apellido legítimo de Manuela era el de Santamaría, heredado a Juan como hijo natural que era, aunque la documentación donde aparece registrado el nombre de ella también hace ver el uso del apellido Gallego, mote que le aplicaban a su madre y el de Carvajal, apellido usado frecuentemente por su padre. No se conoce el nombre del padre de Juan, según consta en su fe de bautismo de la Parroquia de Alajuela, en la que figuran las siglas "p.n.c" (de padre no conocido). No obstante, en  El negro en Costa Rica , Meléndez y Duncan citan que fue hijo natural de un guanacasteco de etnia negra, de allí que fuera mulato. En algunos textos se le atribuyen dos hermanos llamados Joaquina y Rufino, pero la petición de pensión de su madre dice con claridad que Juan era su único hijo. A los diez años, ingresó en el cuartel de armas aprendiendo a tocar el tambor. En su infancia y juventud, fue jornalero y ayudante de albañil. Fue sacristán de la Iglesia de Alajuela y también sirviente de casa. Sus amigos le apodaban El Erizo por su cabello ensortijado. En ocasión de la Campaña Nacional de 1856-1857, ingresó en las tropas de su provincia natal comandadas por el coronel Manuel G. del Bosque emprendiendo el viaje el 4 de marzo de 1856.

## Participación en la campaña contra los filibusteros
En 1853 en Nicaragua se estaba dando una guerra civil, debido a que los partidarios liberales del bando democrático se habían alzado en armas contra el gobierno del presidente Fruto Chamorro Pérez, cuyos seguidores formaban el bando legitimista, que se hace fuerte en la ciudad de Granada.
Los democráticos, cuya plaza fuerte era la ciudad de León, contrataron por intermedio de Francisco Castellón Sanabria y Máximo Jerez Tellería a los filibusteros del sur de Estados Unidos bajo el mando de William Walker, quien se hizo con el control del gobierno y se declaró presidente de Nicaragua.
Tras el descubrimiento de oro en California en 1848, se abrió al año siguiente la llamada vía del Tránsito, por la que los viajeros que iban del este al oeste de Estados Unidos, se desplazaban a San Juan del Norte. El barco que los esperaba allí los conducía por el río San Juan y el lago de Nicaragua a La Virgen, donde tomaban diligencias que los dejaban en San Juan del Sur, sitio en el que se embarcaban para California. El trayecto era a la inversa para quienes iban del oeste al este de Estados Unidos.
El éxito de la vía del Tránsito incrementó el interés por construir un canal interoceánico, y avivó la competencia entre Estados Unidos y Gran Bretaña, la cual culminó en la firma del tratado Clayton-Bulwer en abril de 1850, por el cual ambas potencias se comprometían a no tener un control exclusivo sobre el posible canal. En tales circunstancias, el interés de Walker por consolidar su presencia en el sur de Nicaragua y el norte de Costa Rica se explica porque tal dominio le garantizaría una posición estratégica en cualquier negociación para la construcción del canal. Aunque Walker ganaba apoyo de los liberales nicaragüenses y de los esclavistas de Estados Unidos, que veían la oportunidad de anexionar Centro América, también surgía cierta aversión contra él en la zona e incluso en el Reino Unido.
Juan Rafael Mora Porras, jefe de Estado de Costa Rica en ese entonces, tuvo la visión suficiente para reconocer el peligro que implicaba el proyecto de Walker para la integridad territorial de Costa Rica, por lo que llamó a la población a tomar las armas y marchar al norte, a Nicaragua, a luchar contra el invasor extranjero. Santamaría era tambor en el cuartel de Alajuela y en esa calidad partió con el ejército costarricense.
Después de eliminar un pequeño grupo de soldados de Walker en la batalla de Santa Rosa, las tropas costarricenses siguieron su ruta hacia el norte y llegaron a la ciudad de Rivas (Nicaragua) el 8 de abril. Tres días después allí se produjo la segunda batalla de Rivas.

## La segunda batalla de Rivas

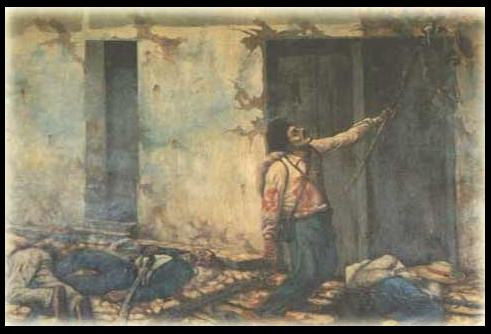
La quema del mesón por Juan Santamaría (1896), óleo sobre tela, del pintor costarricense Enrique Echandi

La primera batalla de Rivas ocurre un año antes, en 1855, al llegar William Walker a Nicaragua y enfrentarse contra fuerzas de ese país. Pero es en 1856 que los costarricenses tendrían uno de los más recordados enfrentamientos contra los filibusteros.
El combate del 11 de abril en Rivas fue feroz. Los costarricenses no eran capaces de hacer que los hombres de Walker salieran del llamado Mesón de Guerra, la casa que tenían como centro de comando, y desde donde ellos tenían una posición de ataque ventajosa.
Según la historia secular, el 11 de abril de 1856, el general salvadoreño José María Cañas sugirió que uno de los soldados avanzara hacia el mesón con una antorcha y la incendiara. Como voluntario a la tarea se presentó el teniente Luis Pacheco Bertora (cartaginés), quien lo intentó, pero cayó seriamente herido de tres balazos. Al caer Pacheco, tomó la tea un nicaragüense que peleaba en las filas costarricenses, Joaquín Rosales, pero cayó abatido por las balas antes de llegar al mesón. Juan Santamaría, de 25 años, se ofreció, con la condición de que, en caso de que muriera, algún otro soldado se hiciera cargo de su madre. Entonces tomó la antorcha, avanzó y fue mortalmente herido por el enemigo. Antes de morir, logró prender fuego al mesón y así contribuyó a la victoria costarricense en Rivas.

## Reconocimiento y recuerdo
El reconocimiento de los méritos de Juan Santamaría como héroe de la Campaña Nacional de 1856-1857 surgió casi treinta años después de su hazaña en 1885,
El 25 de abril de 1885, se bautizan dos embarcaciones de guardacostas con los nombres de 

"...MORA, en honor a los ilustres mandatarios de ese apellido y JUAN SANTAMARIA, en memoria del heroico soldado de Alajuela."

 cuando su memoria fue en cierto modo excavada de un pasado indiferente y se le glorificó al punto de convertirlo en el héroe nacional de Costa Rica.
Desde el 15 de septiembre de 1891 es honrado con una estatua de bronce encargada por el Gobierno, a través del diplomático costarricense en París, Manuel María de Peralta, al escultor francés Aristide Croisy, en el parque de Alajuela que lleva su nombre y donde también hay placas con los nombres de muchos otros soldados muertos durante la campaña. El museo histórico cultural de esa ciudad lleva también su nombre, como asimismo el principal aeropuerto internacional.
En 1915, bajo la administración de Alfredo González Flores y por iniciativa de un conjunto de diputados de la provincia de Alajuela, que se decreta el 11 de abril a perpetuidad como la fecha dedicada para conmemorar la gesta heroica del soldado Juan Santamaría.

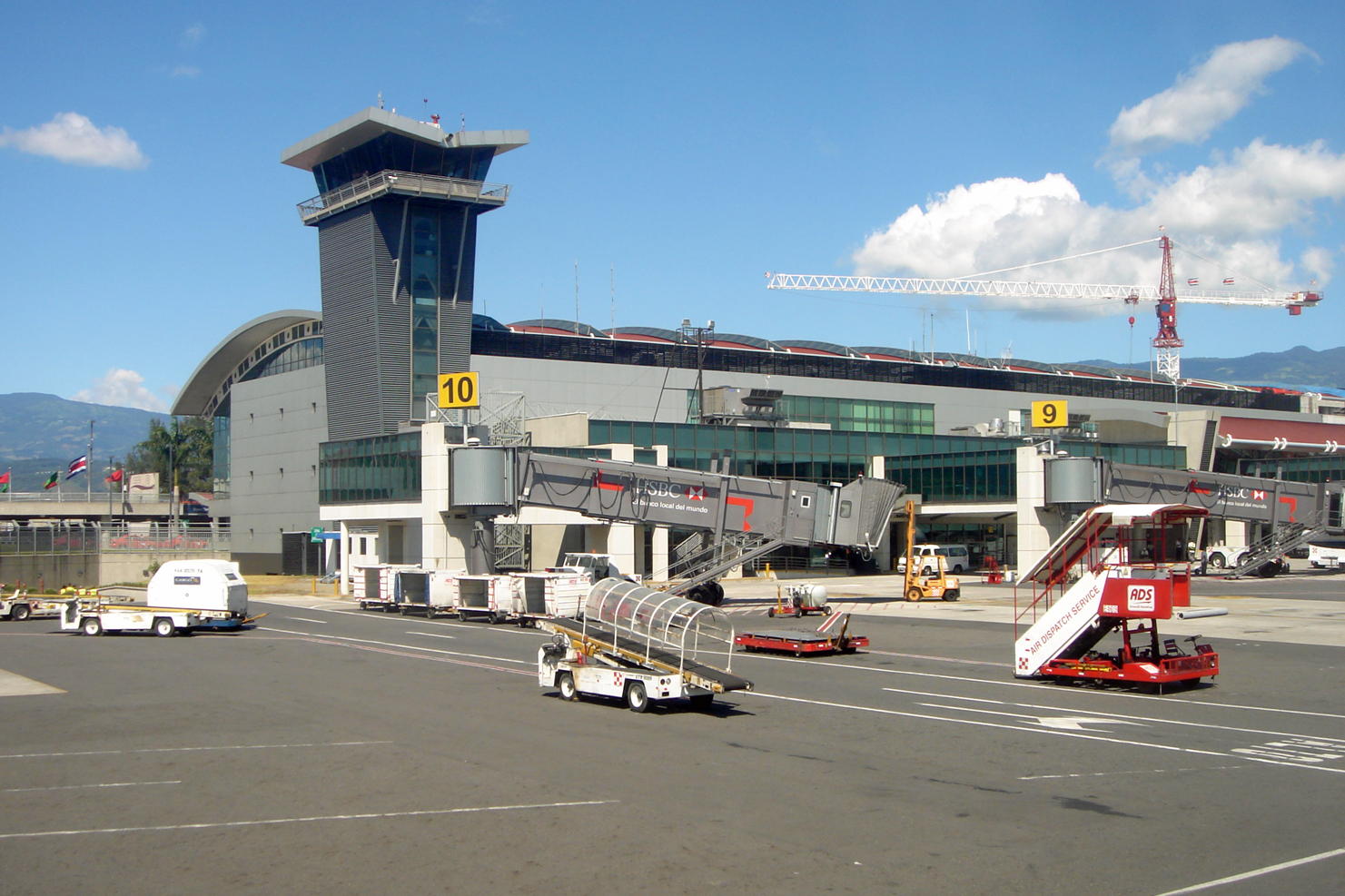
Aeropuerto Internacional Juan Santamaría.

Otra estatua similar se encuentra en la Asamblea Legislativa de Costa Rica. La de Alajuela fue colocada sobre un hermoso pedestal de piedra labrado a mano por el artesano italiano Giuseppe Bulgarelli.
En 1980 el entonces presidente de Costa Rica Rodrigo Carazo gestionó con su vecino presidente Daniel Ortega para hacer efectiva la repatriación de los restos mortales de Juan Santamaría para ser enterrado en un proyectado panteón que llevaría su nombre en Costa Rica. Los sandinistas entregaron un cofre que contenía supuestamente los restos de ese héroe, pero para su sorpresa los médicos forenses descubrieron que no eran los del héroe ni los de ningún ser humano, sino de un ciervo muerto, según consta en el informe de investigación hecho para verificar la autenticidad. El gobierno costarricense no tuvo más remedio que devolverlos, a pesar de la protesta del gobierno nicaragüense, que insistía en que correspondían a los de Juan Santamaría. Nadie sabe a ciencia cierta dónde está enterrado el héroe en Nicaragua.
No fue sino hasta el 11 de abril de 2011, cuando Juan Santamaría es reconocido oficialmente como héroe nacional de Costa Rica por parte del gobierno de la presidenta Laura Chinchilla Miranda, aunque anualmente la fecha del 11 de abril se había venido celebrando en Costa Rica como el día de Juan Santamaría, siendo una de las efemérides más importantes del país.

### Monumento a Juan Santamaría
La estatua en bronce de Juan Santamaría fue realizada en Francia por el escultor Aristide Croisy (1840-1889) y fundida por Eugene-Antoine Durenne. La estatua, financiada por suscripción nacional en 1887, fue inaugurada solemnemente en Alajuela, al mediodía del 15 de septiembre de 1891, según el Acuerdo núm. CDVI del 22 de agosto del mismo año, cuando era presidente José Rodríguez Zeledón (1890-1894). Se encuentra ubicada en el parque de Alajuela que lleva el nombre del héroe.

#### Historia

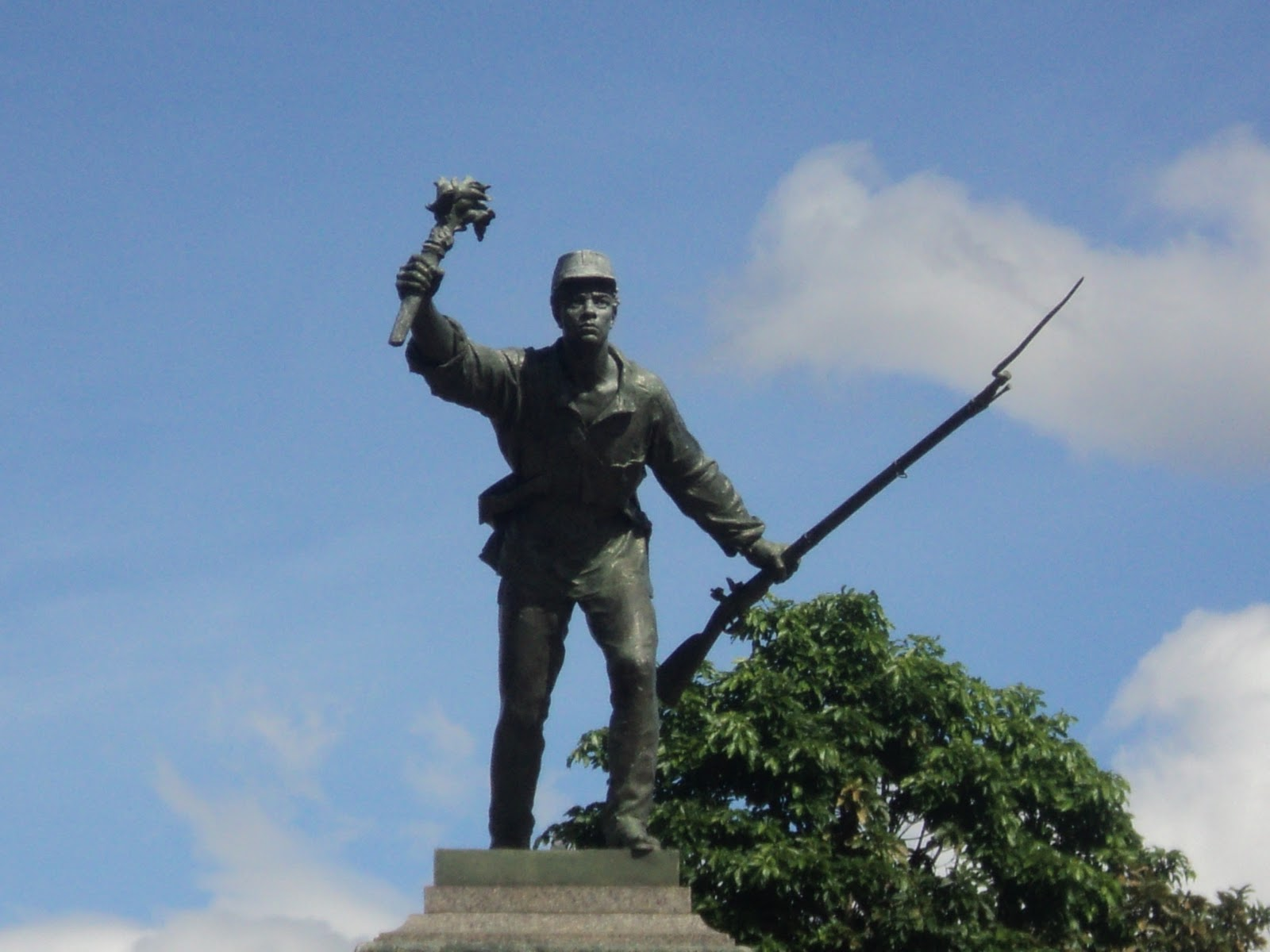
Estatua de Juan Santamaría en el parque que lleva su nombre

Para la construcción del monumento se recurrió a diversos mecanismos, entre los que destaca la iniciativa de las autoridades por acuerdo núm. XXX del 8 de junio de 1887, las cuales promovieron una suscripción pública de donativos de la población.
Debido a que el dinero recolectado no fue suficiente, en julio de 1887, se asignó "la cantidad de cinco mil pesos del Tesoro Público" para auxiliar la construcción del monumento.
A la revelación de la estatua, asistieron una comitiva oficial, la cual estaba compuesta, en orden jerárquico de aparición, por el presidente de la república, los supremos poderes, el Ministro de Serenísima Majestad Católica, altos dignatarios de la Iglesia y Camilo Mora en representación de su padre, Juan Rafael, y de su tío José Joaquín. También participaron Rafael Cañas en nombre del general José María Cañas, gobernadores y munícipes, cónsules extranjeros, periodistas, miembros del Estado Mayor y el Comité Municipal de las fiestas de Alajuela.
Las fiestas cívicas comenzaron el 14 de septiembre en la noche después de que llegó el tren repleto de cartagineses, heredianos y josefinos. La ciudad de Alajuela se vio invadida de visitantes que participaron en dos días de fiestas nacionales. Para las 8:00 de la noche se tenía programado las iluminaciones y una retreta a cuatro bandas frente al bronce. El 15 de septiembre como era costumbre, la ciudadanía despertó con las salvas de los cañones y la música de las bandas por la población. Los actos oficiales empezaron con el arribo del señor Presidente y su comitiva. Posteriormente llegó el tren de “inválidos de la Campaña Nacional”, a los cuales se les hicieron los honores respectivos. Al mismo tiempo, se honraba a la comitiva oficial con un banquete. Luego del brindis la comitiva oficial emprendió el camino y, al llegar a la Plaza Principal, los esperaban las tropas que se habían formado ya. En el nuevo parque había una enorme concurrencia para comenzar la ceremonia. Se calcula en más de 1500 las personas que asistieron a la revelación.

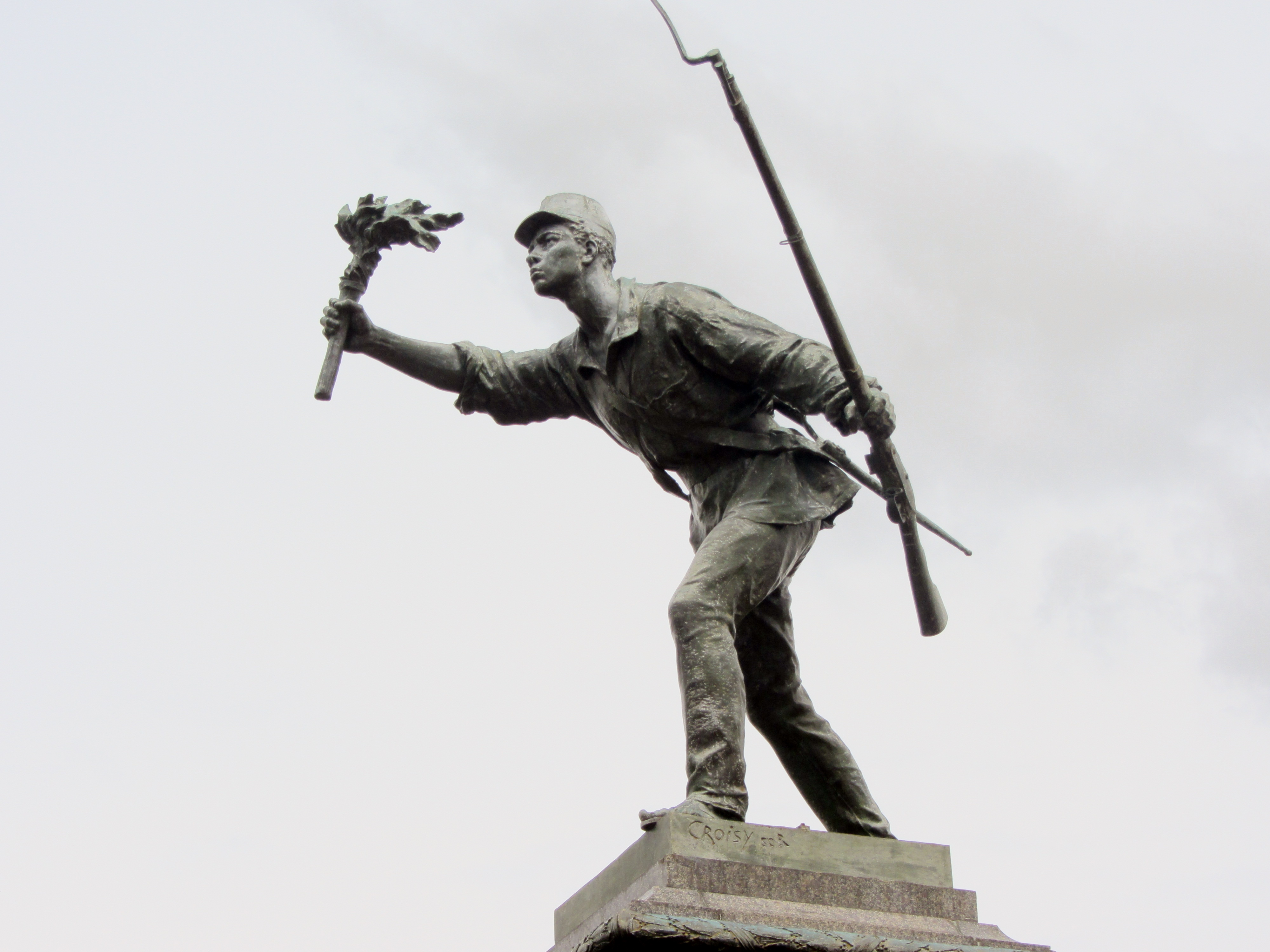
La estatua a Santamaría, vista desde el sur

El primer orador fue el ministro de Guerra, Rafael Yglesias, quien hizo un recuento de los actos heroicos de 1856 y 1857. Enfatizó en que la estatua era una recompensa al heroísmo de Juan Santamaría, por lo que estableció que la Patria le abría hoy las puertas de la inmortalidad. También invitó a los soldados a imitar su ejemplo, y agradeció la presencia a los representantes de los Mora y los Cañas y a los “inválidos de la Campaña, [a quienes llamó] restos mutilados de aquel ejército.” Yglesias terminó en forma emotiva su discurso al decirle a la concurrencia que se prepararan “para saludar al héroe de Rivas, al soldado heroico del 11 de abril de 1856. ¡Compañeros de armas de Juan Santamaría, descorred el velo que lo cubre, mostradlo a la posteridad!”
Un dato curioso es, que al descubrirse la estatua, en la ceremonia del 15 de septiembre de 1891, los soldados veteranos de la Campaña Nacional señalaron que el parecido físico con el “Erizo” era incuestionable; solo que Santamaría era “más cargado de espalda". Posterior a la revelación de la estatua, Ricardo Jiménez ofreció un discurso. A continuación lo hizo como orador invitado, Marcelino Pacheco, quien en su disertación comparó el reconocimiento de la heroicidad de Juan Santamaría con el proceso que tuvo que pasar Cristo para ser aceptado como redentor. Al finalizar los discursos, el poeta costarricense Luis Flores leyó unos versos extensos y viriles, los cuales al igual que los discursos fueron reproducidos por la prensa.  A continuación se entonaron tres diferentes versiones del Himno Patriótico a Juan Santamaría: uno compuesto por Emilio Pacheco, musicalizado por Rafael Chaves y cantado por jóvenes, señoritas y niñas de Alajuela, quienes al finalizar su participación depositaron, individualmente, una corona a los pies de la estatua. Segundo, el himno compuesto por Emilio Pacheco Cooper, musicalizado por Pedro Calderón Navarro y dirigido por el maestro José Campabadal, cantado por ciento cincuenta miembros de la sociedad cartaginesa, y el tercer himno fue compuesto por el herediano Gordiano Morales. Esta versión fue ejecutada por las cuatro bandas (Alajuela, Heredia, San José y Cartago). No se cantó la letra por no disponer del tiempo suficiente en Heredia para organizar un coro para tal efecto. Finalmente, se interpretó el pasodoble Juan Santamaría, compuesto por Octavio Morales con la letra del poeta Emilio Pacheco Cooper. Al ritmo del pasodoble comenzó el desfile del ejército, seguido por el cuerpo de inválidos. Con esta actividad finalizaron los actos oficiales enfrente de la estatua. La importancia de las actividades musicales evidencia el papel determinante que la música tuvo en la conformación de la nacionalidad costarricense.

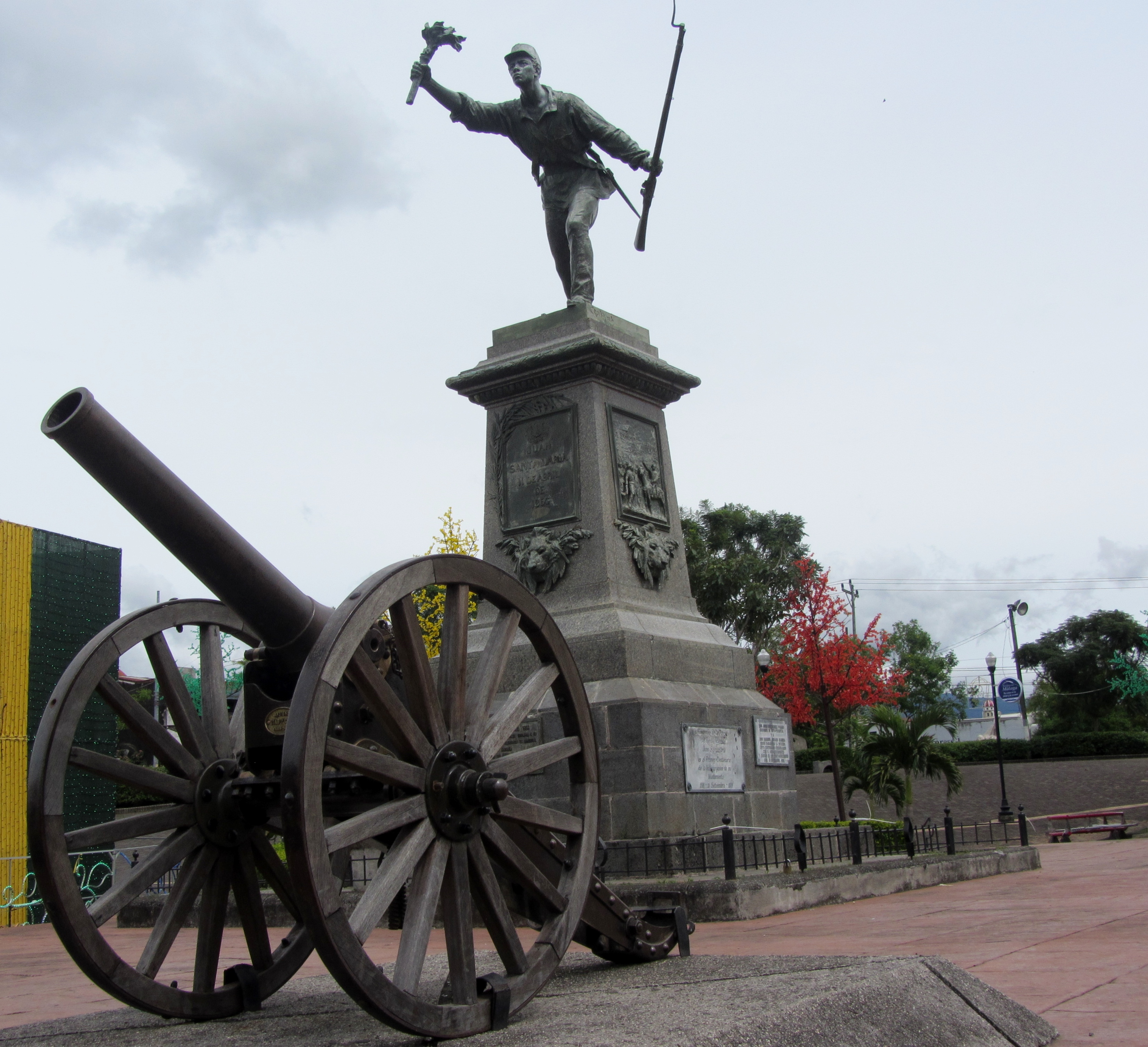
El monumento a Santamaría con un cañón delante

El poeta nicaragüense Rubén Darío (1867-1916), durante una breve estancia en el país en 1891, se percató de la importancia de este nuevo símbolo patrio. Sobre la develación de la estatua del “gran héroe”, el bardo nicaragüense señaló en las páginas de La Prensa Libre, en su edición del 23 de septiembre de 1891, lo siguiente:

¡Bello fue aquel final…cuando hizo descubrir el monumento y apareció el ‘Erizo’ con su tea empuñada! Fue un formidable grito universal. Las bandas hicieron estallar en trueno marcial y armónico, el himno patrio, vivo y sonoro; las mujeres en los balcones agitaban los pañuelos y buscaban las flores del corpiño; lloraban con ardiente y súbito júbilo, los caballeros de sombrero de pelo y los trabajadores de chaqueta y sombrero de pita; se mezclaban los aplausos y los gritos, al canto militar de los cobres, al ruido de los tambores del ejército, al clamor agudo y vibrante de
las cornetas. ¡Y temblando de emoción, los inválidos de las viejas batallas y los soldados nuevos, presentaban las armas! Los más altos honores se le hicieron al gallego, en tanto que sonaba con estruendo poderoso, las salvas que daban al viento,los infantes y los artilleros.

A su vez, le dedica un homenaje:

¡Bronce al soldado Juan!
¡Música e himnos al Mestizo!
¡Gloria al que se sacrificó por la libertad bajo el triunfante pabellón de su tierra!
Apoteosis al hombre mínimo, cantado la primera vez por la palabra hímnica y
fogosa de Álvaro Contreras,
celebrado por los versos de los poetas nacionales,
eternizado en el metal de la inmortalidad por el cincel del artífice europeo, y cuyo nombre y recuerdo vivirán por siempre en el corazón de todos los costarricenses
Rubén Darío, 1891.

#### Características de la obra

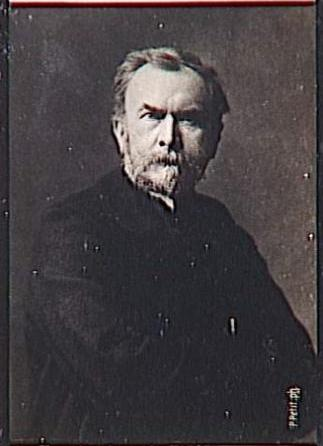
El escultor Aristide Croisy

El modelo que utilizó Aristide Croisy para diseñar la estatua fue un joven militar que ya había trabajado con el escultor francés para anteriores monumentos. La elección del modelo para la representación estatuaria del héroe nacional costarricense, evidentemente, no buscó la similitud con los rasgos mulatos de Santamaría.
El monumento a Juan Santamaría, está conformado por tres partes: las dos superiores corresponden a la escultura en bronce propiamente como tal y al pedestal con los relieves. La tercera parte corresponde a un zócalo, que es de piedra trabajada por un maestro artesano de nacionalidad italiana, residente en Costa Rica a finales del siglo, Giuseppe Bulgarelli. La figura del soldado Juan mide 2.25 metros de alto y está colocada sobre un pedestal de mármol con dos bajorrelieves alusivos a los sucesos del 11 de abril de 1856, firmados por Gustave Deloy. 

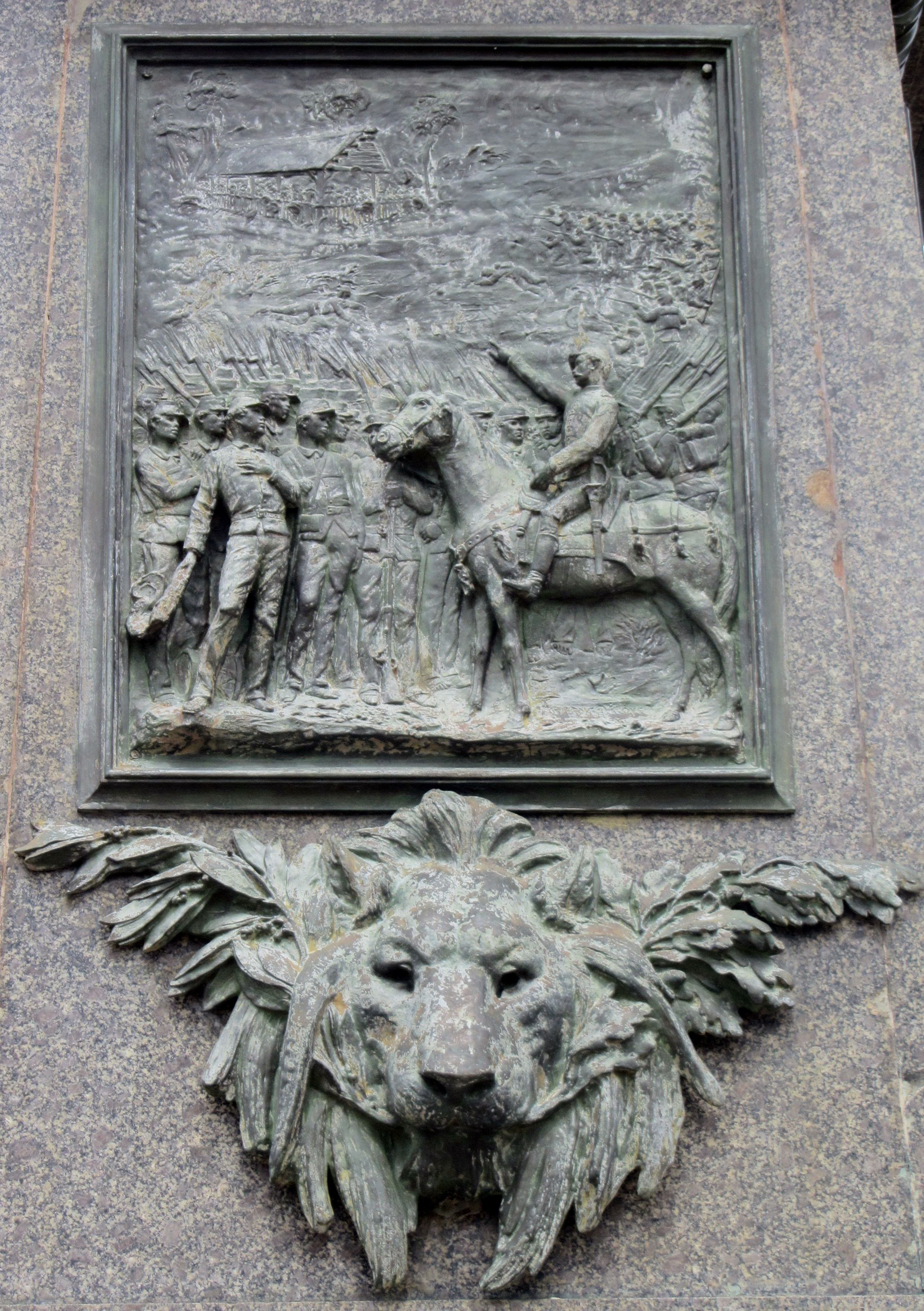
Exaltando a los soldados para quemar el Mesón de Guerra, bajorrelieve de Deloy

Los bajorrieleves se ubican a los costados del pedestal:el del lado sur se titula Exaltando a los soldados para quemar el Mesón de Guerra, en el que se aprecia a Santamaría salirse del rango cuando se hace la memorable pregunta: “¿Quién se atreve a incendiar el Mesón?” y el del norte, El incendio del Mesón de Guerra, Rivas, Nicaragua, en el que se ve al soldado ya moribundo, a punto de expirar.
Coronando el sobrio y macizo pedestal de granito y mármol de 4.54 metros de altura, la estatua de Juan Santamaría, de 2.25 metros de alto, simetría perfecta y rasgos idealizados, se impone, frontal y desafiante, en actitud de incendiar el Mesón, empuñando en la mano derecha la tea llameante y fulgurante, símbolo de la libertad, mientras que en la izquierda lleva el fusil-bayoneta. Además, su altura es superior a la real. La medida de la estatua, exageradamente elevada respecto al promedio de los ciudadanos-espectadores, es una forma de enfatizar sus proporciones heroicas y su masculinidad, conectando, de esta forma, su grandeza física con las glorias de la nación costarricense.

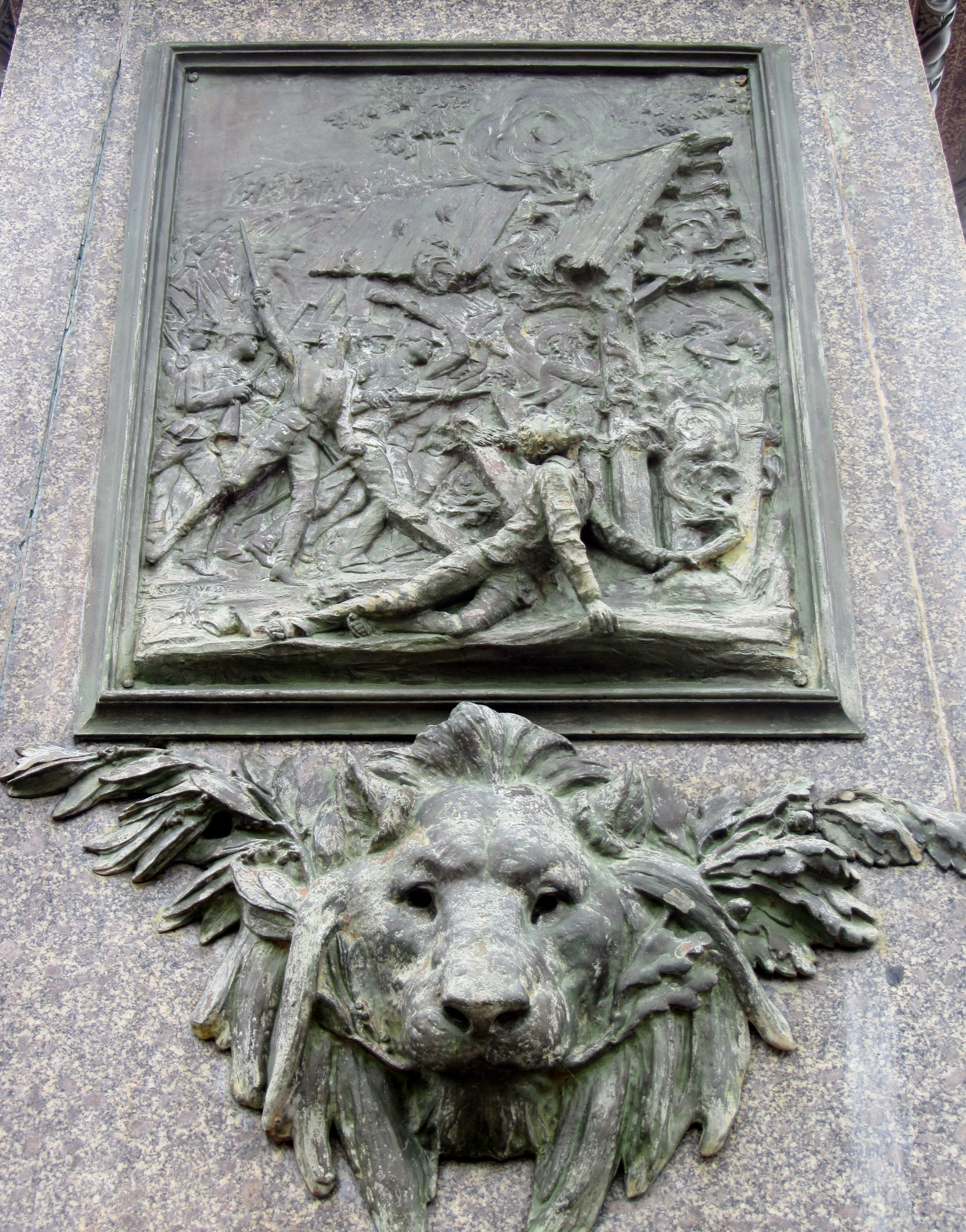
El incendio del Mesón de Guerra, Rivas, Nicaragua, bajorrelieve de Deloy

La intención de imponer este estilo en la monumentalidad a Santamaría es un tributo a su calidad de héroe, que así mismo lleva implícita la idea de un “santo secular”, susceptible de culto cívico y laico. Muerto el humilde “hijo del pueblo”, su estatua no podía suscitar sino el efecto de presencia de una “hermosa encarnación del heroísmo”. El plinto de la estatua está flanqueado de ramos de palmas, robles y laureles, emblemas del triunfo y de la gloria, y con el escudo de Costa Rica, en un lugar prominente. Están también presentes cabezas de leones simbolizando la fuerza, el valor y la soberanía nacional. Todos esos elementos alegórico-decorativos están fundidos en bronce. Las inscripciones en caracteres mayúsculos, rezan así:

“JUAN SANTAMARÍA /11 DE ABRIL DE
1856” (al frente en el pedestal), ”MONUMENTO ERIGIDO POR SUSCRIPCIÓN/
PÚBLICA CON EL CONCURSO DEL GOBIERNO / AL HÉROE MUERTO POR LA
PATRIA EN LA / BATALLA DE RIVAS DE
LA GUERRA NACIONAL / CONTRA LOS
FILIBUSTEROS”(detrás)

### Himno Patriótico a Juan Santamaría
Este himno fue compuesto en el año de 1891 por los costarricenses Pedro Calderón Navarro (música) y Emilio Pacheco Cooper (letra). Fue entonado por primera vez durante la develación de la estatua de Juan Santamaría el 15 de septiembre de 1891. Su entonación es parte de los actos cívicos del 11 de abril que conmemoran la batalla de Rivas.

Himno Patriótico a Juan Santamaría

Música: Pedro Calderón Navarro

Letra: Emilio Pacheco Cooper
Cantemos ufanos la egregia memoria

de aquel de la patria soldado inmortal,
 
a quien hoy unidas la fama y la historia

entonan gozosas un himno triunfal.
Cantemos al héroe que en Rivas, pujante,

de Marte desprecia el fiero crujir

e, intrépido, alzando su tea fulgurante

vuela por la patria, sonriendo, a morir.
Miradle, en su diestra la tea vengadora

agita, y avanza de su hazaña en pos;

la muerte, ¿qué importa truene asoladora,

si siente en el pecho las iras de un dios?
Y avanza y avanza; el plomo homicida

lo hiere sin tregua e infúndele ardor,

y en tanto que heroico exhala la vida

se escucha el incendio rugir vengador.
¡Salud noble atleta!, tu nombre glorioso

un pueblo que es libre lo aclama hoy por doquier:

un pueblo que siempre luchó valeroso,

pues sabe que es grande, “cuál tú”, perecer.

### Otros reconocimientos

#### Escultura

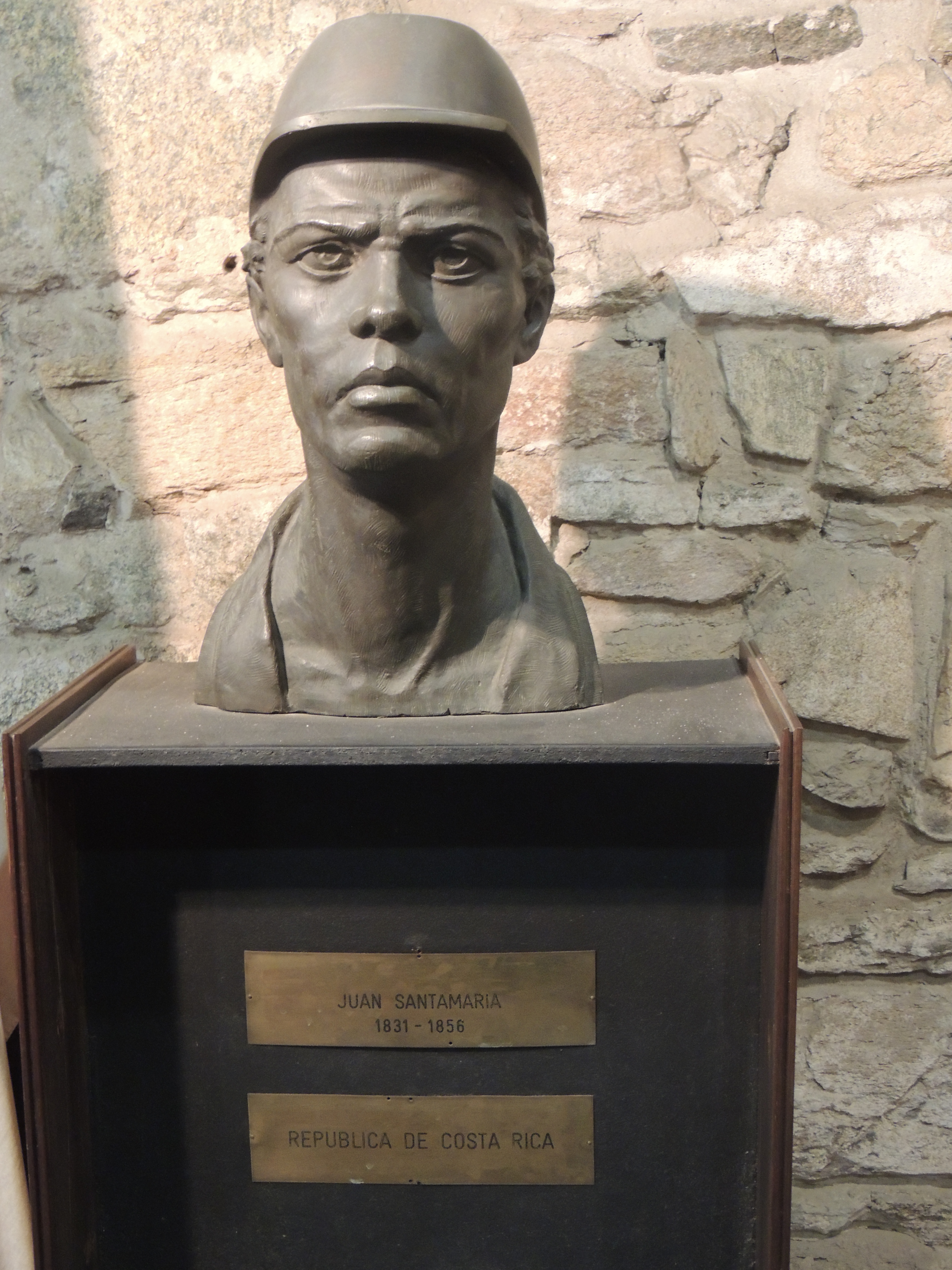
Busto de Juan Santamaría en el Cuartel de Dragones del departamento de Maldonado, Uruguay.

- En la ciudad de Madrid, capital de España, el ayuntamiento colocó en 1993 una estatua dedicada a Juan Santamaría, obra de Fernando Calvo Sánchez (1984). Se encuentra localizada en el Parque Norte, Avenida Monforte de Lemos, Madrid.
- Una estatua localizada a la entrada del Aeropuerto Internacional Juan Santamaría, bronce de 2,5 m de alto, obra de Fernando Calvo inaugurada en 1989.
- Una estatua localizada en la Asamblea Legislativa de Costa Rica.
- En los jardines internos del Museo Histórico Cultural Juan Santamaría de Alajuela hay una cabeza de bronce del héroe, de 57 cm de alto, obra realizada por el escultor Fumero Páez en 1979.[36]
- El intersección de la avenida 5 y la calle 7 de Alajuela está la Fuente de la Libertad, una pileta con un monolito central como indicación del lugar preciso en el que nació El Erizo.[36]
- Un busto en bronce localizado en el jardín de esculturas del Cuartel de Dragones de Maldonado, Uruguay.

#### Pintura
- El óleo La quema del Mesón por Juan Santamaría (1896), obra de Enrique Echandi.
- El joven Juan Santamaría es una de las figuras centrales del gran mural sobre la batalla de Rivas titulado Cuando ardió la Patria, obra del pintor Carlos Aguilar en el parque de Alajuela que lleva el nombre del héroe.

#### Obras literarias
- La obra de teatro La tea fulgurante: Juan Santamaría o las iras de un dios, de Jorge Arroyo, escrita en 2004, ganadora del Premio Nacional de Teatro Aquileo J. Echeverría de ese año. Es un texto que relata los hechos fundamentales de la Campaña Nacional desde la perspectiva de Juan Santamaría. La pieza, basada en una amplia investigación de fuentes primarias, expone datos poco conocidos hasta el momento de la infancia y adolescencia de Santamaría. La obra es además parte de las lecturas recomendadas del Ministerio de Educación Pública.
- La novela El Erizo, de Carlos Gagini, escrita en 1922. Se trata de un relato que, apegándose a los hechos históricos, presenta a un Juan Santamaría que se decide a quemar el mesón de Rivas como manifestación de amor a una mujer a quien quiso desde que era un niño.
- El poema Juan Santamaría de Julián Marchena, publicado en la revista Repertorio Americano.

## Debate sobre su existencia
En los últimos años, al aproximarse la conmemoración del 11 de abril en Costa Rica, es frecuente que algunos pongan en duda la existencia de Juan Santamaría. Probablemente, esta tendencia se relacione con los avances experimentados por el conocimiento histórico en las últimas dos décadas, que han mostrado la importancia que tuvo la guerra contra William Walker  en la construcción de la nación costarricense.

### Origen del debate

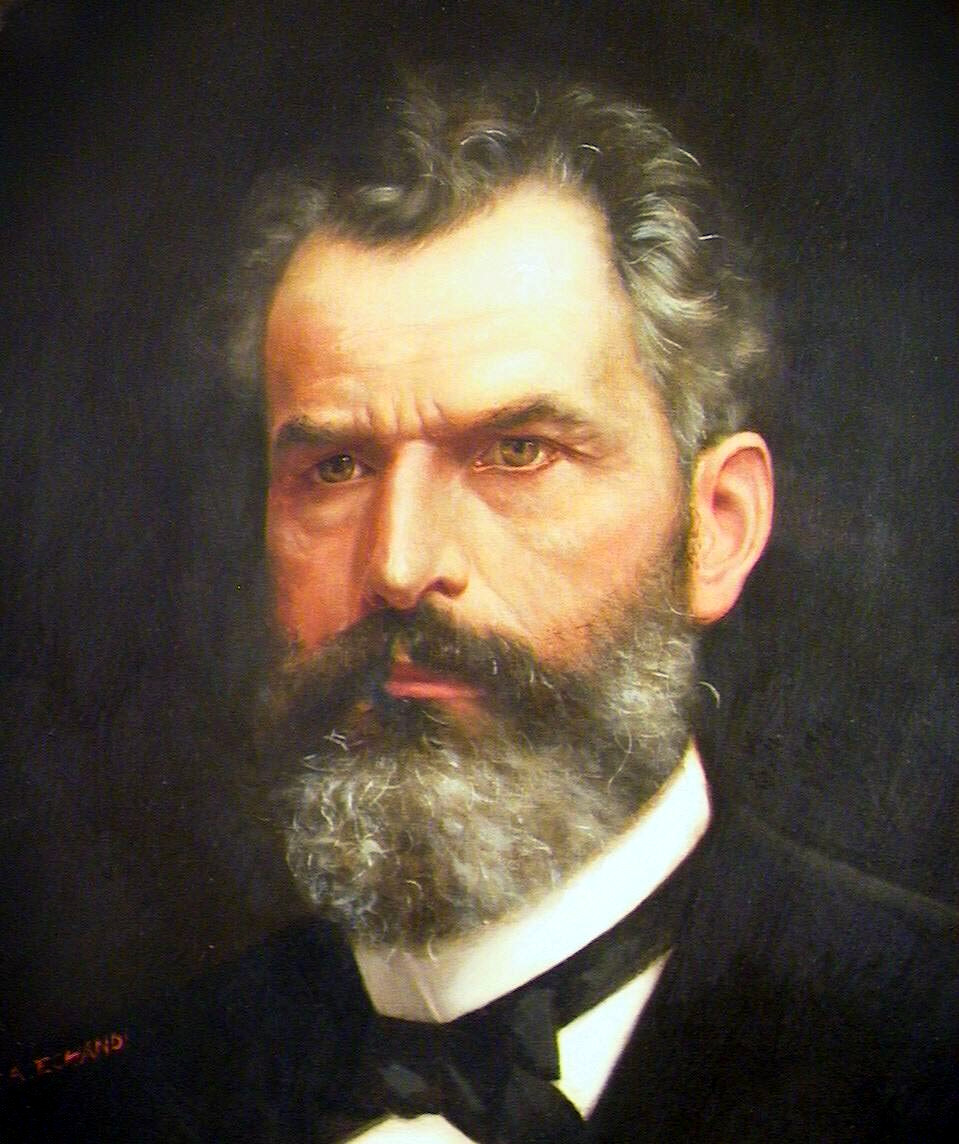
José Joaquín Rodríguez Zeledón, presidente de la República de Costa Rica. En su gobierno se develó la estatua de Juan Santamaría.

El Estado Liberal desempeñó un papel fundamental en el proceso de heroización de la popular figura de Juan Santamaría que, a la vez, se insertaba en el proyecto de consolidar la nación y la nacionalidad costarricenses. Así, con base en la información conocida, el contexto histórico en que se produjo la idea de recordar a Juan Santamaría y su gesta está determinada, al menos, por dos razones básicas. En primer lugar, el rescate del soldado Juan y su gesta se dio, ante todo, por la necesidad del sector gobernante liberal de promocionar un héroe de extracción popular, a un hombre del pueblo, que permitiera cohesionar internamente al conjunto social, y de esta forma legitimar su ascenso al poder o ganar respaldo en sus proyectos. Cabe recordar que, para las elecciones presidenciales de 1889-1890, el entonces presidente Bernardo Soto Alfaro dio un apoyo débil a la candidatura del Segundo Designado Ascensión Esquivel Ibarra, a quien incluso en pleno año electoral le hizo entrega temporalmente del poder del 1.º de mayo al 10 de agosto, pero surgió un fuerte movimiento popular en favor del expresidente de la Corte Suprema de Justicia José Joaquín Rodríguez Zeledón, que obtuvo una considerable victoria en la primera ronda de las elecciones, en noviembre de ese año.
Ante la presión popular para que se respetase el triunfo de la oposición y ante el temor de que estallara una guerra civil, el presidente Soto decidió el 7 de noviembre de 1889 apartarse del mando supremo y, sin renunciar, llamó interinamente al ejercicio del poder al tercer designado Carlos Durán Cartín, que el 8 de mayo de 1890 entregó la presidencia a José Rodríguez Zeledón, elegido para el período 1890-1894. De esta forma, la figura de Santamaría fue utilizada para darle sustento a la llegada de los liberales al gobierno (convirtiendo en héroe a un labriego sencillo), y también como una forma de apaciguar y unir al pueblo costarricense luego de los hechos del 7 de noviembre (Costa Rica terminaba así una época dominada por las figuras militares de Tomás Guardia Gutiérrez, Próspero Fernández Oreamuno y el mismo Bernardo Soto).
En otro sentido, la imagen de Santamaría fue recuperada, a finales de febrero y principios de marzo de 1885, como un instrumento de lucha y unidad en el discurso oficial costarricense en contra de las ambiciones del dictador guatemalteco Justo Rufino Barrios Auyón (1835-1885) y de su proyecto de reunificar, por la fuerza de las armas, a los estados del Istmo en la Unión de Centroamérica. Aunque al final Costa Rica no fue a la guerra (gracias a la derrota de Barrios por los salvadoreños), el proceso iniciado se convirtió en el eje de la primera configuración de la identidad nacional costarricense.
De esa manera, al exponer los historiadores cómo y por qué, a finales del siglo XIX, Santamaría fue convertido en el héroe nacional de Costa Rica por los políticos e intelectuales liberales, hay quienes suponen que Santamaría mismo es una invención. También es frecuente confundir la historia de Santamaría con la del héroe nacional de Nicaragua, Enmanuel Mongalo y Rubio, quien un año antes, el 29 de junio de 1855, también quemó un mesón durante lo que se conoce como Primera Batalla de Rivas contra los filibusteros, hechos que, si bien suceden en el mismo contexto histórico y en la misma ciudad, y pese a las similitudes de sus actos heroicos, se tratan de dos personajes diferentes, participando en dos batallas totalmente distintas efectuadas en dos fechas diferentes. Es incluso posible que algunos, al afirmar que Santamaría fuera nicaragüense y no alajuelense, lo confundan con Joaquín Rosales, quien intentó incendiar el mesón antes que él pero murió sin poder completar la empresa.
Cabe mencionar también que, durante la Batalla de Santa Rosa, casi un mes antes, el 20 de marzo de 1856, el coronel Lorenzo Salazar, del ejército costarricense, solicitó al general José Joaquín Mora Porras permiso para incendiar la casona de Santa Rosa, donde se habían parapetado los filibusteros, como una medida para desalojar la estructura, situación que no fue necesaria, pues los mismos filibusteros huyeron luego de la acometida de la tropa del capitán José María Gutiérrez (quien perdió la vida en el ataque), tal y como aparecen en los partes de guerra escritos por el mismo general Mora. Estos hechos sugieren que el incendio de una fortificación enemiga para desalojar a los ocupantes era una táctica de guerra frecuentemente usada en la época.
Por ello, resulta útil retornar a las fuentes de una polémica que se ha prolongado por más de un siglo. Pese a opiniones contrarias, está probada la existencia del héroe del mesón.
El 19 de noviembre de 1857, Manuela Carvajal, madre de Juan Santamaría, presentó al gobierno (entonces encabezado por Juan Rafael Mora), una solicitud de pensión, en la que indicó que su hijo había muerto en la batalla de Rivas mientras le prendía fuego al mesón. La solicitud fue aprobada por el Poder Ejecutivo el 24 de noviembre. La rapidez con que fue resuelta sugiere que los hechos descritos eran suficientemente conocidos como para que el estudio de la solicitud no se demorara. Sin embargo, tanto la solicitud de la madre de Santamaría como la resolución del gobierno solo fueron localizadas y publicadas en 1900.
En vista de lo anterior, la primera vez que se mencionó públicamente a Santamaría fue el 15 de septiembre de 1864, cuando el gobierno de Jesús Jiménez Zamora le solicitó al exiliado neogranadino José de Obaldía, pronunciar un discurso a propósito de la conmemoración de la independencia de Centroamérica. Al final de su exposición, Obaldía se refirió a la batalla de Rivas y a Santamaría:

Señores, el héroe humilde, imitador de Ricaurte en San Mateo, se llama Juan Santamaría, por sobrenombre Gallego ¡Honor á su memoria!
Jorge de Obaldía, 15 de setiembre de 1864.

 La pregunta que surge aquí es: ¿cómo se enteró Obaldía de Santamaría? No pudo ser por los partes y las crónicas de la batalla entonces existentes, ya que como lo ha demostrado Carlos Meléndez, en esos textos se resalta únicamente a la oficialidad.
Todo indica, por tanto, que la fuente de Obaldía fue una tradición oral popular. Como lo expresó el notario que redactó la solicitud presentada por Carvajal en 1857, el acto de Santamaría es “público y notorio”.
El historiador guatemalteco Lorenzo Montúfar y Rivera, fue el primero en poner en duda la acción de Santamaría en 1887, en un momento cuando los políticos e intelectuales liberales ya habían puesto en marcha el proceso para convertir a Santamaría en el héroe nacional costarricense. La respuesta de la municipalidad de Alajuela, ante el desafío de Montúfar, fue levantar en 1891 una información entre excombatientes de la batalla de Rivas (llamado Información Ad Perpétuam de Juan Santamaría), la cual confirmó que Santamaría había muerto tras prenderle fuego al mesón. Puesto que como lo ha señalado el historiador Rafael Ángel Méndez, en esa información las preguntas sugerían las respuestas, el documento preparado por la municipalidad de Alajuela no dejó de inspirar desconfianza.
En 1901, un extranjero llamado Julio Sanfuentes afirmó que el acto de Santamaría era una invención, y en 1926, el diputado y político reformista Jorge Volio Jiménez calificó ese acto como un mito.  Volio dio su voto negativo al proyecto de ley que pretendía otorgar una pensión de 30 colones mensuales a las primas hermanas de soldado alajuelense Francisca y Ramona Santamaría, aduciendo el líder del Partido Reformista que 

"nosotros no somos un tribunal histórico y vamos a confirmar un hecho que muchos espíritus señalan como un mito".
Jorge Volio Jiménez.

 Jorge Volio llegó a afirmar que no estaba convencido de que la hazaña que se le acreditaba a Santamaría se hubiese llevado a cabo y que tal situación constituía para él un escrúpulo de conciencia por lo que no podía aprobar tal solicitud de pensión. Esta actitud contrasta con la que tres años antes asumiera en plena campaña política, donde expresó a los alajuelenses: 

“al pie de este bronce yo me siento el compañero de  Juan Santamaría y como él ofrendo mi sangre por este partido, ¡viva el Partido Reformista! ... ¡Viva Costa Rica! ¡Viva Juan Santamaría!”
Jorge Volio Jiménez.

. Las expresiones dadas en 1923 se comprenden como un medio para atraerse el apoyo de los alajuelenses a su partido político, mientras que con lo dicho en 1926 busca mantener su vigencia como un político polémico y controversial, pues a pesar de que critica al héroe, no respalda lo planteado con fuente alguna. La respuesta a este cuestionamiento fue la publicación, también en 1926, de El libro del héroe, de Luis Dobles Segreda, una obra que incluía el acta de nacimiento de Santamaría (publicada originalmente en 1891, junto con la información levantada por la municipalidad de Alajuela), la solicitud de pensión de su madre, la información levantada por la Municipalidad de Alajuela en 1891, y varios testimonios adicionales, aparte de algunas piezas literarias. Tal obra incluía, además, un interesante trabajo de Eladio Prado, en el que se mencionaba que, según un censo militar levantado en noviembre de 1856, había en Alajuela cinco personas llamadas Juan Santamaría (dicha fuente fue “redescubierta” en 1932 por el historiador Ricardo Fernández Guardia y en 1958 por el abogado alajuelense Óscar Chacón Jinesta).
El texto de Prado se refería a otra dimensión de la polémica. El capellán del ejército costarricense durante la batalla de Rivas, Francisco Calvo, anotó en un documento conocido como “libro de defunciones” a un Juan Santamaría, soltero, de Alajuela, que murió de cólera. No es claro cuándo se conoció por vez primera este documento, pero según declaró en 1926 el doctor Rafael Calderón Muñoz –el padre de Calderón Guardia–, cuando él era un joven estudiante (¿década de 1880 o 1890?) le preguntó al sacerdote por esa partida de defunción. La respuesta de Calvo fue que el que murió de cólera era otro Juan Santamaría.
Pese a esta aclaración, y a los datos aportados por Prado, que abrían la posibilidad de que fuera otro Juan Santamaría el que falleció de cólera, Víctor Manuel Sanabria (el futuro arzobispo de San José), puso en duda, en 1932, que Santamaría hubiese estado presente en la batalla de Rivas. Por otro lado, el historiador de la Campaña Nacional, Rafael Obregón Loría, en una obra publicada en 1991, acepta que Santamaría le prendió fuego al mesón, pero no que muriera en el cumplimiento de esa tarea.
El capítulo más reciente sobre la polémica acerca de si uno de esos Santamaría murió en la tarea de incendiar el mesón, ha sido escrito por el historiador Rafael Méndez. En una tesis de licenciatura defendida en la Escuela de Historia de la Universidad Nacional en 1993, y publicada bajo el título de Imágenes del poder (EUNED, 2007), dio a conocer una información sobre la batalla de Rivas levantada en 1891 por la Secretaría de Guerra, en la cual no hubo manipulación de las preguntas. El resultado es de sumo interés, ya que no todos los entrevistados se refirieron a Santamaría, pero los que sí lo hicieron, confirmaron su muerte en la batalla de Rivas. Méndez, además, localizó un acta elaborada por la Secretaría de Guerra de los fallecidos entre abril y mayo de 1856: allí figura un Juan Santamaría. No sé dice de qué murió, pero su nombre figura a la par de otros que, de acuerdo con la información disponible, murieron en la batalla de Rivas. Esta información ha resultado ser valiosísima, porque además de confirmar la presencia de Santamaría en Rivas, esta nueva documentación ofrecía perspectivas interesantes sobre la percepción que múltiples excombatientes tenían no solo del héroe alajuelense, sino de un capitán de reconocidísimo valor llamado José María Rojas, el cual, según diversos testimonios, desempeñó un papel fundamental cuando las milicias costarricenses fueron tomadas de sorpresa la mañana del 11 de abril de 1856.  Indican estas fuentes que el referido Capitán Rojas se enfrentó valerosamente a los filibusteros que pretendían tomar el Cuartel Principal y que de no haber sido por su participación muy probablemente el resultado de la Batalla de Rivas hubiese sido otro.

### Síntesis

#### Argumentos para negar su existencia
- La utilización de su figura por parte de los políticos e intelectuales liberales de la época para darle legitimidad a su gobierno, ayudó a sustentar su oposición a la incorporación de Costa Rica en la unión centroamericana promovida por Justo Rufino Barrios, elevando una "figura del pueblo" a la condición de héroe nacional, lo que hace que algunos supongan que Santamaría es una invención.[24][53]
- El parecido de su historia con la del héroe nicaragüense Enmanuel Mongalo, basada en que ambos quemaron un mesón lleno de filibusteros con una tea en la ciudad de Rivas, a pesar de que ambos hechos sucedieron en dos batallas distintas y en dos fechas diferentes (29 de junio de 1855 y 11 de abril de 1856) y de que Mongalo no murió en el acto sino muchos años después en la ciudad de Granada (Nicaragua).[38] Cabe resaltar también que este argumento muchas veces se sustenta en el desconocimiento popular de que, entre 1855 y 1857 hubo cuatro batallas diferentes en Rivas contra los filibusteros. Debe mencionarse también que es posible que algunas personas confundan a Santamaría con el nicaragüense Joaquín Rosales, quien intentó, sin éxito, quemar el mesón antes que él, al morir abatido por el fuego enemigo.[18]
- Su negación se ha realizado por parte de algunas figuras relevantes como el historiador guatemalteco Lorenzo Montúfar,[47] el diputado Jorge Volio[48] y el sacerdote Víctor Manuel Sanabria.

#### Pruebas a favor de su existencia

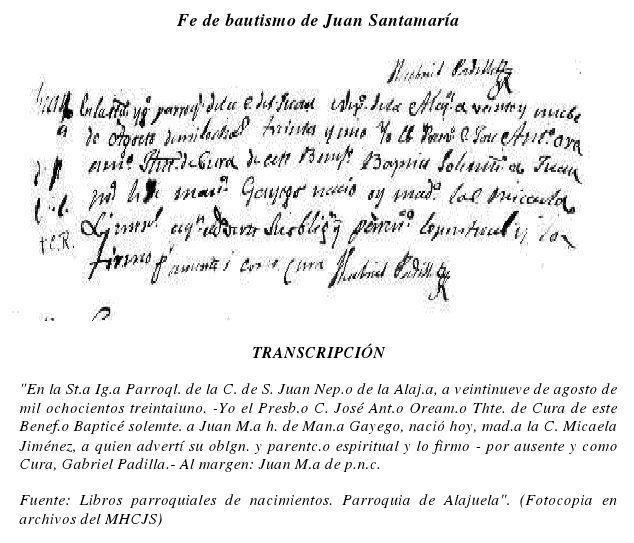
Fe de bautismo de Juan Santamaría, héroe nacional de Costa Rica, extraída de los libros parroquiales de nacimientos de la Parroquia de Alajuela.

- La existencia de una fuerte tradición oral que habla del hecho.[5][10][53]
- La existencia de su fe de bautismo en la parroquia de Alajuela, donde se menciona a un Juan María hijo de Manuela Santamaría "Gallego", bautizado por el presbítero José Antonio Oreamuno en presencia de Micaela Jiménez, madrina del bautizado, y de padre desconocido.[2]
- La solicitud de pensión de esta misma Manuela Santamaría en 1857, siendo presidente Juan Rafael Mora Porras, donde se menciona la muerte de su hijo en la quema del mesón el 11 de abril de 1856 en Rivas, hecho que es "público y notorio" (o sea, que todo el mundo conocía en esa época), y que se confirma con la rapidez con que el gobierno aprobó la solicitud (en cuestión de días).[5][42]
- El discurso de José de Obaldía en 1864 donde menciona a Santamaría y su acto heroico en Rivas (cabe resaltar que este discurso se da en una época previa a la elevación de Juan Santamaría a la categoría de héroe nacional, que no se da sino hasta 1891),[45] lo cual confirma que el acto de Santamaría era algo conocido y de dominio público.
- La investigación de Eladio Prado recopilada en "El libro del héroe" de Luis Dobles Segreda donde se menciona la existencia de cinco personas llamadas Juan Santamaría en el ejército costarricense, todas de la provincia de Alajuela,[5] rescatada por Ricardo Fernández Guardia en 1932 y por Oscar Chacón Jinesta en 1958.[53]
- La información Ad Perpetuam de Juan Santamaría[8] elaborada por la Municipalidad de Alajuela en 1891 y recopilada en "El libro del héroe" de Luis Dobles Segreda en 1926.
- La exhaustiva investigación de Rafael Obregón Loría que coloca a Juan Santamaría en la batalla de Rivas participando de la quema del mesón, si bien no confirma su muerte en dicha tarea. La obra incluso presenta un plano reconstruido del escenario del combate, de las posiciones que ocupaban los bandos en la sureña ciudad nicaragüense y del lugar específico que tenía el soldado alajuelense dentro de la batalla. El relato es preciso en indicar el papel desempeñado por el Erizo y la forma en que la muerte llegó a él una vez que ejecutó la memorable hazaña de dar quema a un alerón del mesón, donde se refugiaba buena parte de las fuerzas enemigas.[18][19]
- Los testimonios espontáneos, no dirigidos, de los veteranos de 1856 recopilados por la Secretaría de Guerra en 1891, donde no todos mencionan a Santamaría, pero aquellos que lo hacen, mencionan su muerte en la batalla de Rivas mientras quemaba el mesón.[10]
- El acta elaborada por la Secretaría de Guerra en 1891 de los fallecidos entre abril y mayo de 1856 donde figura un Juan Santamaría muerto en acción en la batalla de Rivas, aunque no se menciona cómo murió.[10]

#### Existió pero murió de cólera

##### A favor
- La existencia de un acta de defunción firmada por el capellán del ejército Francisco Calvo donde se menciona a un Juan Santamaría, soltero, de Alajuela, que murió de cólera.[52]

##### En contra
- El testimonio de Rafael Calderón Muñoz acerca de que el padre Calvo le dijo que el fallecido por cólera era otro Juan Santamaría, argumento sustentado en el trabajo de Eladio Prado que demuestra la existencia de cinco Juan Santamaría de Alajuela en el ejército durante 1856.[4][10]
- De nuevo, los testimonios no inducidos de los veteranos de 1856 recopilados por la Secretaría de Guerra en 1891, donde no todos mencionan a Santamaría, pero aquellos que lo hacen, mencionan su muerte en la batalla de Rivas mientras quemaba el mesón.[10]
- Una vez más, el acta elaborada por la Secretaría de Guerra en 1891 de los fallecidos entre abril y mayo de 1856 donde figura un Juan Santamaría muerto en acción en la batalla de Rivas, aunque no se mencione cómo murió.[10]

### Conclusión
Como se ve, pese a las diferencias de detalle, existe una sólida y consistente tradición oral que parte de la solicitud de la madre de Santamaría, pasa por el discurso de Obaldía y culmina en la información levantada por la Secretaría de Guerra en 1891, la cual confirma que Juan Santamaría existió, que estuvo presente en la batalla de Rivas, que fue uno, entre otros, de los que participaron en la quema del mesón, y que falleció en el cumplimiento de esa tarea. De este modo, como afirma el historiador Iván Molina, 

El hecho de que todavía en la actualidad se ponga en duda la existencia de Santamaría, el papel que jugó en la quema del mesón y su muerte durante la ejecución de tal acto revela, en parte, el desconocimiento del debate historiográfico y de sus avances; y en parte, indica la existencia de arraigados prejuicios contra las tradiciones orales, de origen popular, como fuente de conocimiento

 o como sostiene el historiador Rafael A. Méndez, 

es claro que las fuentes documentales que desde el siglo XIX se hicieron de conocimiento público, evidencian que cualquier duda en torno a su existencia física (la de Santamaría), son fundamentalmente especulaciones carentes de fuentes que respalden afirmaciones de semejante naturaleza.

## Cultura popular
La vida de Juan Santamaría, al igual que la batalla de Rivas, es narrada gráficamente en el número 32 de la revista de historietas mexicana Aventuras de la vida real, del 1 de abril de 1960, titulado Juan Santamaría El Erizo.